# پانگه‌آ

پویانمایی جدا شدن قاره‌ها از ابرقاره پانگه‌آ.

نقشه پانگه‌آ بر پایه قاره‌های مدرن.

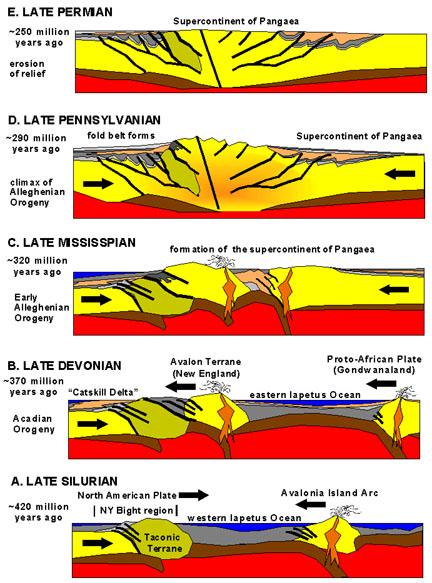
کوه‌زایی آپالاچی

توزیع فسیل‌ها سراسر قاره‌ها نشانه‌ای از وجود پانگه‌آ است.

پانگه‌آ (به گویش فرانسوی: پانژه)، نام ابرقاره عظیم دوران پیشاتاریخ است. این ابرقاره در فاصلهٔ بخش پایانی دورهٔ دیرینه‌زیستی (پالئوزوئیک) و بخش آغازین میانه‌زیستی (مزوزوئیک) به وجود آمده‌است. نام پانگه‌آ برگرفته از واژه‌های یونانی παν «همه» و Γαῖα «زمین» است.
۱۷۵ میلیون سال پیش قاره‌هایی که امروز مجموعهٔ خشکی‌های زمین را تشکیل می‌دهند در یک اَبَرقارهٔ کلان به نام پانگه‌آ کنار هم جمع شده بودند. آفریقا در میانهٔ این همگروهه جای داشت و در واقع برآمدگی شمال غربی آن، پیوندگاه دو قطعه پانگه‌آ، لورازیا (دربرگیرندهٔ آمریکای شمالی، اروپا و آسیای شمالی) و گندوانا (شامل آمریکای جنوبی، آفریقا، آسیای جنوبی، جنوبگان و قاره استرالیا) بود.
به خاطر وجود این پل خاکی به‌هم‌پیوسته بود که، جانوران خشکی‌زی کمیاب مانند کیسه‌داران، که نخستین گروه مهم پستانداران بودند، می‌توانستند در هر گوشهٔ زمین پراکنده شوند. نزدیک به ۱۶۵ میلیون سال پیش که روند تکه‌تکه شدن پانگه‌آ آغاز شد، ادامهٔ این جابه‌جایی بسیار دشوار گردید.

## گواه یک‌پارچگی پیشین
شواهد فسیلی باقی‌مانده از زمان یک‌پارچگی پانگه‌آ هستند؛ که با توجه به حضور گونه‌های مشابه و یکسانی در قاره‌هایی که در حال حاضر با فاصله‌های بسیار دور جدا از هم قرار دارند، واقعیت آن را نشان می‌دهند. به عنوان مثال، فسیل‌های لیستروساروس ددکمانان در آفریقای جنوبی، هند و قطب جنوب، در کنار اعضای زبان‌سرخس زمینی، یافت شده‌است که در این صورت لازم می‌شود دایرهٔ توزیع گیاه در آن بازهٔ زمانی: از دایرهٔ قطبی تا خط استوا؛ اگر قاره‌ها در موقعیت کنونی خود بوده‌اند، گسترده باشد؛ و باز به طور مشابهی، خزندهٔ آب شیرین مسوسورس تنها در آمریکای شمالی که به آفریقا چسبیده بود، مناطق محلی از سواحل برزیل و آفریقای غربی یافت می‌شود.
افزون بر این شواهد بیشتری برای پانگه‌آ در زمین‌شناسی قاره‌های مجاور موجود است، از جمله برابری و تطبیق روند زمین‌شناسی بین ساحل شرقی آمریکای جنوبی، و ساحل غربی آفریقا برقرار است. کلاهک یخی قطبی دورهٔ کربنیفر انتهای جنوبی پانگه‌آ را پوشاند. سپرده‌های یخبندانی، یا به طور خاص یخ‌نهشته‌های هم‌سن با ساختار مشابه در بسیاری از قاره‌های جداگانه که در قاره پانگه‌آ باهم بوده‌اند نیز پیدا شده‌است.

## تکه‌تکه شدن

ابر قاره‌های لوراسیا و گوندوآنا در ۲۰۰ میلیون سال پیش

نخستین پاره‌ای که از پانگه‌آجدا شد شامل جنوبگان و استرالیا بود که پیرامون ۱۶۰ میلیون سال پیش هم‌زمان با هم، شروع به دور شدن کردند. این پارهٔ جدا شده حامل جمعیتی از کیسه‌داران بود که گونهٔ نوعی آن دوره‌است.
بقیهٔ پانگه‌آ ۵۰ میلیون سال دیگر پیوسته برجا ماند و در این دوره گروه تازه‌ای از پستانداران به نام جفت‌داران پدید آمدند. جفت داران از کیسه‌داران کارآمدتر بودند و در بیشتر مناطق جهان به کلی جای آنان را گرفتند؛ ولی نتوانستند به استرالیا برسند و به این دلیل است که آن قاره امروز هم مسکن زیای کیسه‌دار پرزاد و ولدی است.